# Agneta Pleijel
Agneta Pleijel (Estocolmo, Suecia; 1940) es una novelista, poeta, dramaturga, periodista y crítica literaria sueca.  
Entre sus obras destaca Ordning härskar i Berlin de 1979 y entre sus novelas se encuentran Vindspejare de 1987 y Drottningens chirurg de 2006.  
Ha sido profesora en el Dramatiska Institutet desde 1992. Fue galardonada con el Premio Dobloug en 1991 y el Premio Nórdico de la Academia Sueca en 2018.